# Monte dei Cucchi
Il Monte dei Cucchi è una montagna dell'alto Appennino bolognese, posizionata nel territorio comunale di San Benedetto Val di Sambro; da esso nasce il torrente Sambro, uno dei più importanti affluenti del fiume Setta.

## Descrizione
Il monte dei Cucchi, con la sua vetta di 1138 metri sul livello del mare, è una delle cime più importanti del crinale spartiacque tra la valle del Savena (a est) e del Setta; questa catena, che parte dal Sasso di Castro (1276 m), nella provincia di Firenze, da dove nasce il torrente Savena, annovera tra i suoi monti più importanti il monte Bastione (1190 m) e lo stesso monte dei Cucchi, ma subito dopo di esso diventa più basso e dolce, contando altre poche e sporadiche cime fino al suo termine a Bologna (Monte Venere, monte Adone e monte Samorrè). La parte di questo crinale che si trova immediatamente più a sud di monte dei Cucchi è nota col nome di Pian di Balestra; essa crea un teatro di montagne da cui parte la valle del torrente Sambro, che si snoda parallelamente alla valle del Setta, di cui è affluente, e del Savena.
Oltre al torrente Sambro, dal monte dei Cucchi e, per estensione, dal Pian di Balestra, nascono parecchi ruscelli che tributano sia nel torrente Savena (rio di Pian Abate), sia nel torrente Sambro (torrente Sambruzzo).